# Budapest II. kerületének műemléki listája
Ez a lista Budapest II. kerületének műemlékeit tartalmazza.
| Kép | Törzsszám | Cím                                                                     | Név                                                      | Helyrajzi szám                                         |
| --- | --------- | ----------------------------------------------------------------------- | -------------------------------------------------------- | ------------------------------------------------------ |
|     | 15171     | Budakeszi út 93-95.                                                     | Pálos kolostor maradványai                               | 10897/2, 10897/1                                       |
|     | 15171     | Budakeszi út 93-95.                                                     | az előzőhöz kapcsolódóan a pálos templom maradványai     | 10897/2, 10897/1                                       |
|     | 16230     | Hidegkúti út 176.                                                       | iskolaépület                                             | 54300/1                                                |
|     | 16157     | Budakeszi út 65-67.                                                     | Gschwindt-Tőry-villa                                     | 10914                                                  |
|     | 15201     | Pasaréti út 137.                                                        | Pasaréti téri templom                                    | 11926                                                  |
|     | 15201     | Pasaréti út 137.                                                        | az előzőhöz kapcsolódó rendház                           | 11926                                                  |
|     | 15162     | Áldás utca 1., Szemlőhegy utca 12.                                      | Áldás Utcai Általános Iskola                             | 15054                                                  |
|     | 15165     | Bécsi út 34., Felhévizi utca 1., Szépvölgyi út 8.-10.                   | Sarlós Boldogasszony-plébániatemplom (Budapest–Újlak)    | 14865                                                  |
|     | 15168     | Budakeszi út 51/b., Hárshegyi út 1/a.                                   | Ferenc-halmi Szűz Mária- és Nepomuki Szent János-kápolna | 10937/25                                               |
|     | 15171     | Budakeszi út 91-93-95., Hárshegyi út, Budakeszi út 93-95.               | Budaszentlőrinci pálos kolostor és templom romjai        | 010894/5, 10897/2, 010894/4, 10894/1, 10894/2, 10897/1 |
|     | 15172     | Csalogány utca 9-11.                                                    | Csalogány utcai Szent Péter-templom romjai               | 13834/1, 13834/2, 13834/3, 13837                       |
|     | 15175     | Fő utca 88., Ganz Ábrahám utca 3., Fő utca 90.                          | Szent Flórián vértanú görögkatolikus templom             | 13565/1, 13565/2                                       |
|     | 15181     | Frankel Leó utca 54.                                                    | Császárfürdői Szent István-kápolna                       | 14560/1                                                |
|     | 15193     | Margit körút 23.                                                        | Budapest Országúti Szent István első vértanú templom     | 13373/5                                                |
|     | 15194     | Margit körút 23.                                                        | az előzőhöz kapcsolódó rendház                           | 13373/5                                                |
|     | 15201     | Pasaréti út 100., Pasaréti út 137., Csévi utca 2., Pasaréti út 100-137. | R. k. templom, rendház és autóbusz-végállomás együttese  | 11926, 11618/22                                        |
|     | 15202     | Fekete István utca 11., Szerb Antal utca 14-16.                         | Nyék középkori templomának romjai                        | 11117/23                                               |
|     | 15203     | Szépvölgyi út 46., Ürömi út 59.                                         | Szépvölgyi úti körmeneti kápolna                         | 14869                                                  |
|     | 15209     | Hűvösvölgyi út 116., Lipótmezei út 1.                                   | Országos Pszichiátriai és Neurológiai Intézet            | 11186/6                                                |
|     | 15215     | Máriaremetei út 30-32.                                                  | Szentlélek-plébániatemplom                               | 52883/2                                                |
|     | 15216     | Pesthidegkút, a Hármashatár-hegy alatti völgyben                        | Pesthidegkúti templomrom                                 | 059181/3                                               |
|     | 15218     | Templom utca 9.                                                         | Pesthidegkúti Sarlós Boldogasszony-templom               | 54319                                                  |
|     | 15939     | Török utca 12.                                                          | Semmelweis Orvostörténeti Könyvtár épülete               | 13443                                                  |
|     | 16081     | Bécsi út 33-35.                                                         | Újlaki Általános Iskola                                  | 14789, 14789                                           |
|     | 16181     | Heinrich István utca 3-5.                                               | Magyar Szentföld-templom                                 | 11377/1                                                |
|     | 16183     | Frankel Leó utca 17-19.                                                 | Budai Irgalmasrendi Kórház                               | 13465                                                  |
|     | 16231     | Keleti Károly utca 39.                                                  | Rózsadombi Krisztus Király-templom                       | 12859/2                                                |
|     | 16340     | Bécsi út 32. - Felhévízi út 2.                                          | Újlaki plébánia                                          | 14833                                                  |
|     | 16365     | Csalán út. 29.                                                          | Bartók Béla Emlékház villája                             | 11886                                                  |